# Ulrich Grubenmann

Ulrich Grubenmann (1914).

Ulrich Grubenmann, född 1850, död 1924, var en schweizisk geolog och mineralog.
Grubenmann var professor i mineralogi och petrografi i Zürich 1893–1920 och president för Schweizische naturforschende Gesellschaft's geotekniska kommission. Grubenmann har gjort undersökningar inom olika områden av mineralogi och petrografi, där hans Die krystallinischen Schiefer (2:a upplagan 1919) är ett huvudverk.